# Renteln (Adelsgeschlecht)

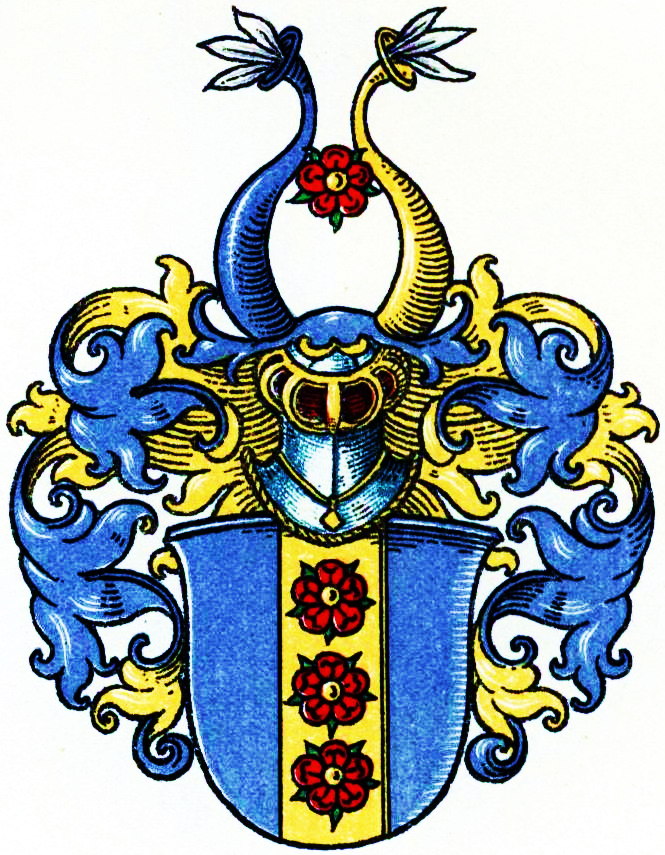
Wappen derer von Rentel(e)n zu Hannover und Lübeck

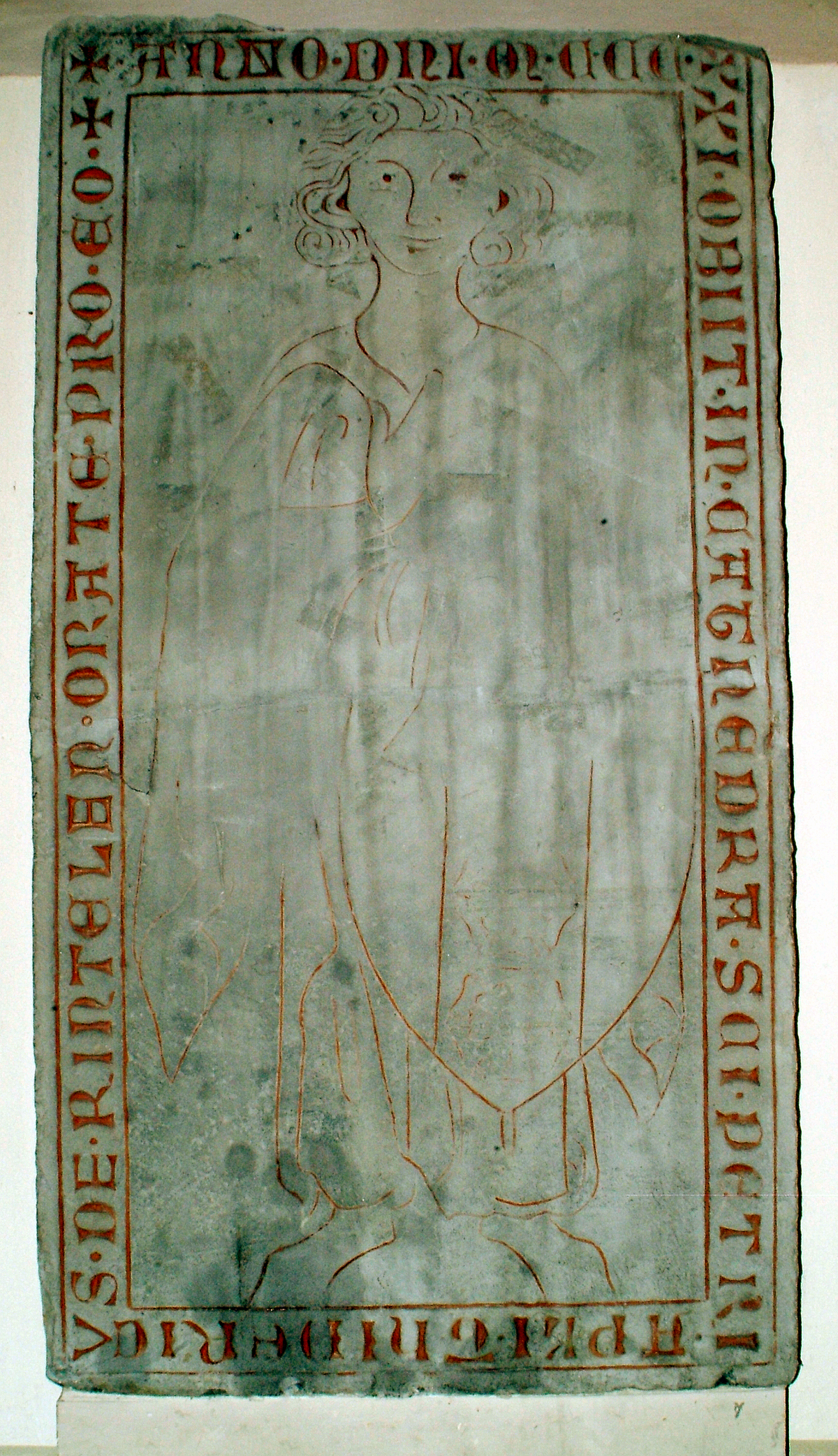
Die Grabplatte des Thidericus de Rintelen in der Kreuzkirche ist die älteste erhaltene der Stadt Hannover

Renteln (auch: Rentelen, Rintelen, Rinteln) ist der Name einer schon im 13. Jahrhundert bekannten Patrizier-Familie in Hannover, die auch in der Hansestadt Lübeck unter dem Namen von Rentelen zum spätmittelalterlichen Patriziat gehörte und zu den Familien der Zirkelgesellschaft zählt. Von Lübeck aus verbreitete sich die Familie als das nachweislich älteste Revaler Stadtgeschlecht auch nach Estland, gehörte späterhin der Ritterschaft an und besteht gegenwärtig fort.

## Geschichte
Laut einem 1304 angelegten Lehnsregister waren die drei Brüder „Adolfus, Thidericus [= Dietrich] et Hermannus de Rintelen“ Besitzer von drei Hufen Land in Ymene (Ihmen, heute Ihme-Roloven). In dem Urkundenbuch der Stadt Hannover (siehe Literatur) wurde Adolf bereits 1297 und sein Bruder Hermannus erstmals 1299 urkundlich erwähnt.
Von den drei Brüdern war der Ratsherr und Stadthauptmann Dietrich von Rintelen der bekannteste. Seine Witwe Ghese (= Gertrud) und seine beiden Söhne Johannes und Adolf übertrugen am 10. August 1329 dem Hospital St. Nikolai eine jährliche Rente aus einer Wiese bei Ricklingen.
Ebenfalls urkundlich belegt ist, dass der Rat der Stadt Hannover am 7. Januar 1369 über eine Klage entschied, die die Brüder Johann und Dietrich von Rinteln in Danzig gegen einen Friedrich Lange vorgebracht hatten.
Namensträger derer von Rinteln beziehungsweise von Rintelen sind außerdem noch bis um 1500 in den hannoverschen Bürgerbüchern („Liber burgensium“) nachweisbar.
Nach Lübeck kam die Familie im 14. Jahrhundert mit der Rückwanderung aus dem Ostseeraum mit Henning von Rentelen aus Riga. Sein gleichnamiger Sohn Henning von Rentelen wurde bereits in der zweiten Generation als Lübecker Bürger zum Lübecker Bürgermeister gewählt und in die Zirkelgesellschaft aufgenommen. In der Liste der Lübecker Ratsherren sind die von Rentelen bis in das 16. Jahrhundert hinein mehrfach vertreten. Die Grablege der Familie in Lübeck befand sich in der Maria-Magdalenenkirche (Lübeck), der Henning von Rentelen den Katharinen-Altar oben an der Südseite des neuen Chores stiftete wie auch das darüber befindliche Chorfenster. Eine eigene Kapelle wird dabei nicht erwähnt. Das Retabel des Altars enthielt fünf Heiligenstatuen.
Der russische Kapitän Eberhard von Renteln auf Thula erhielt um 1780 den erblichen russischen Adel. Für seine Witwe Anna von Renteln geb. von Rehbinder erfolgte 1786 die Eintragung in den II. Teil des Adelsgeschlechtsbuchs des Gouvernements Estland.

## Wappen
Der Wappenschild ist in einer Ritzzeichnung auf der Grabplatte des Dietrich von Rinteln überliefert. Es zeigt auf dem gotischen Schild drei Rosen auf einem Pfahl.

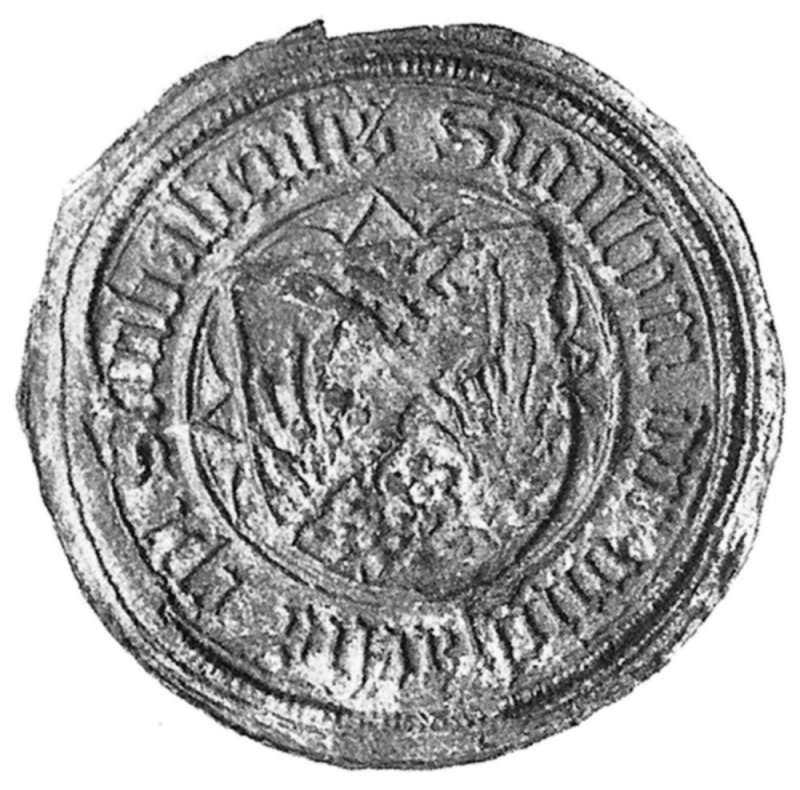
Amts-Siegel Michaels von Rentelen als Titularbischof, 1472, auch eine Rose enthaltend, zwischen einem Flug; möglicherweise Helmzier-Siegel
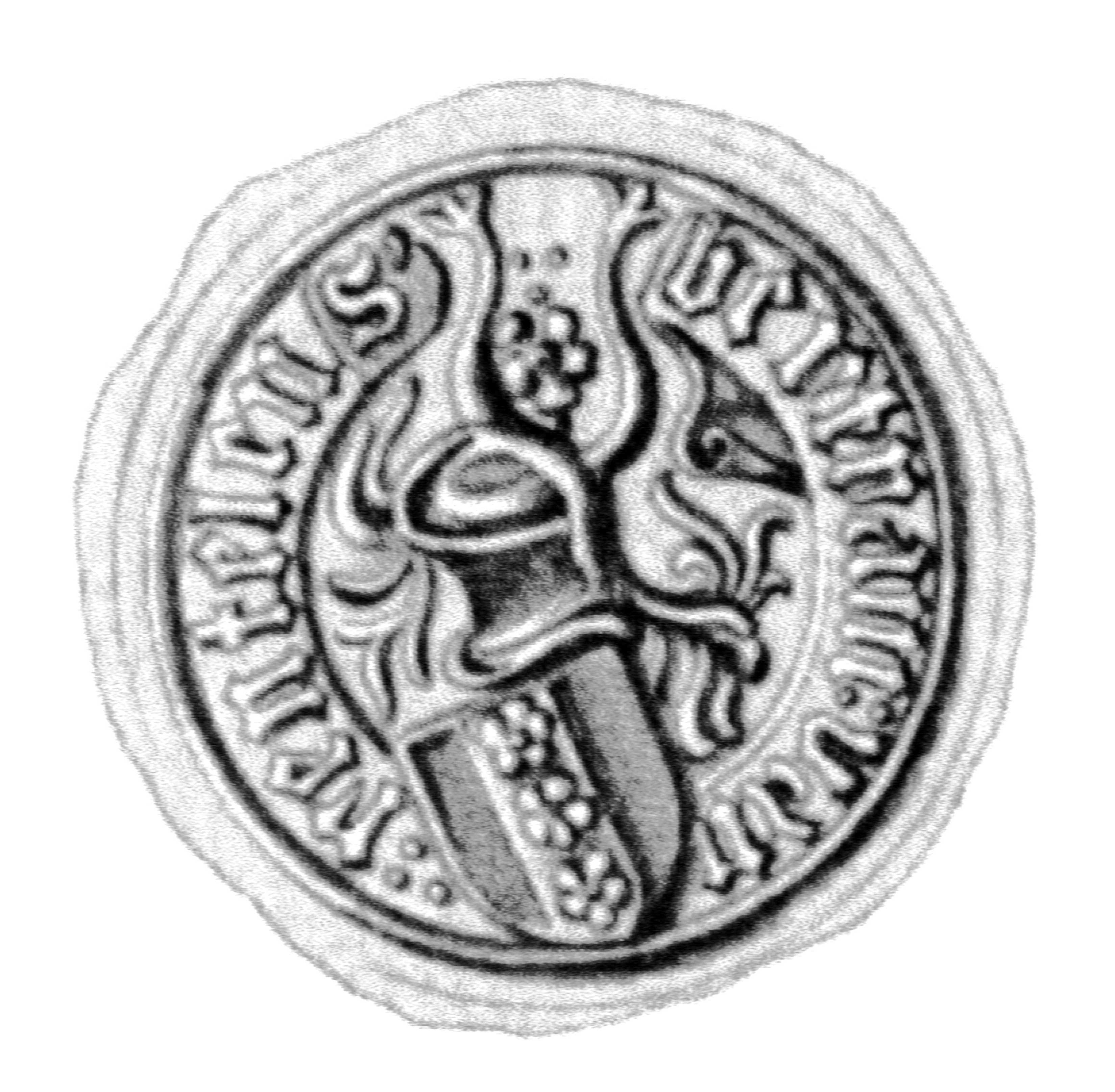
Siegel des Bertram von Rentelen
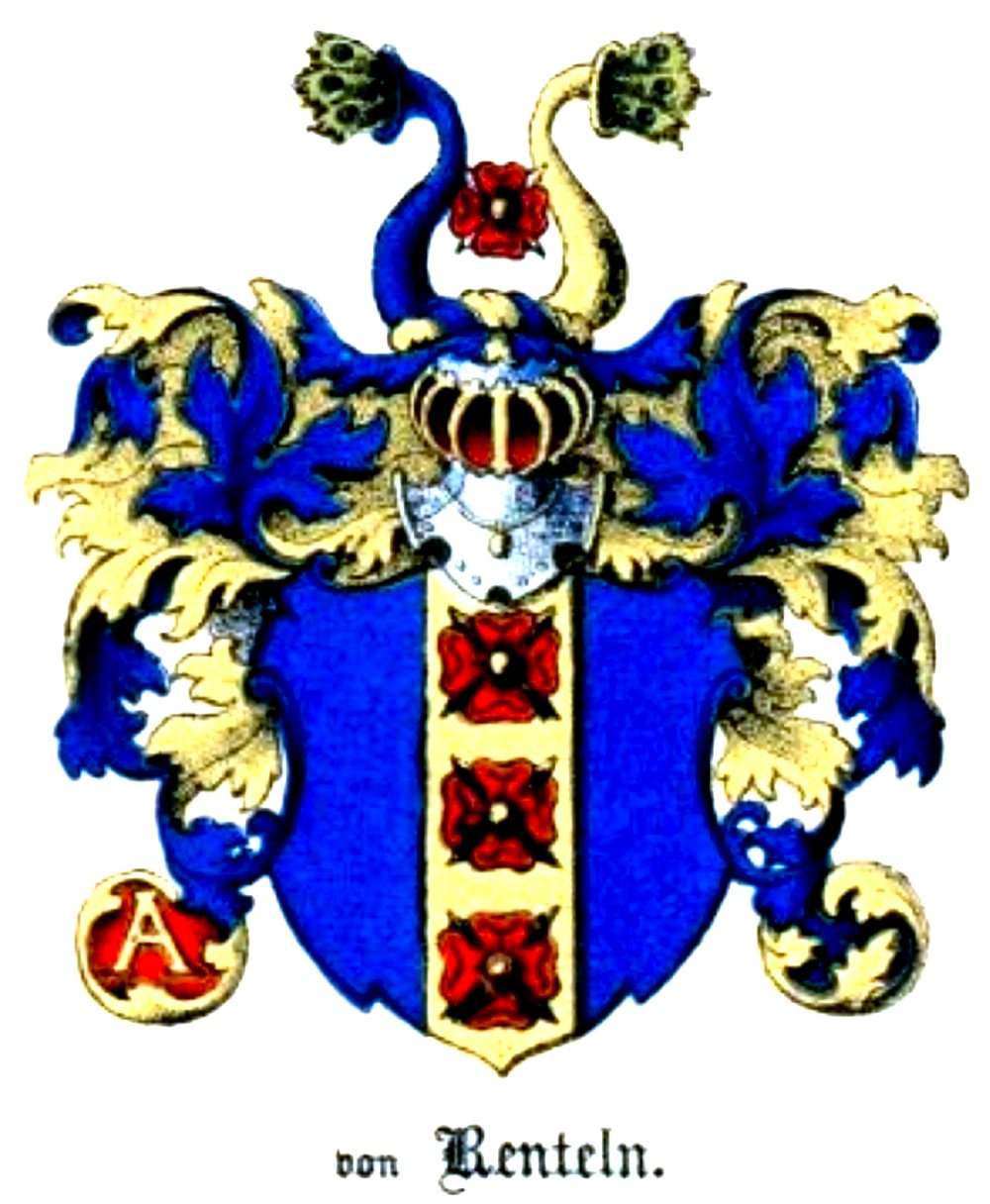
Wappen im Baltischen Wappenbuch

## Namensträger
- Dietrich von Rintelen (14. Jahrhundert), Ratsherr und Stadthauptmann in Hannover
- Bertram von Rentelen († 1488), Lübecker Ratsherr
- Bertram von Rentelen (Ratssekretär) († 1529), Lübecker Ratssekretär
- Christian von Rentelen († 1431), Lübecker Ratsherr und Flottenbefehlshaber, Mitstifter des Zirkelbrüderaltars
- Eberhard von Rentelen († 1520), Lübecker Ratsherr
- Henning von Rentelen (* um 1360–1406), Bürgermeister der Hansestadt Lübeck
- Michael von Rentelen, 1462–1473 Weihbischof von Schwerin
- Theodor Adrian von Renteln (* 1897), Generalkommissar in Litauen, Mit-Hauptverantwortlicher für die Ermordung der litauischen Juden
  - Siehe auch Liste der Mitglieder der Zirkelgesellschaft für weitere Namensträger in Lübeck.